# Publius Papinius Statius
Publius Papinius Statius (Napels, ca. 40 - verm. aldaar, 96) was een Latijns dichter. Door zijn veelzijdig talent geldt hij als de belangrijkste dichter van de zogenaamde Flavische periode.

## Biografische gegevens
Statius was de zoon van een leraar in retoriek te Napels. In zijn Divina Commedia weet Dante echter te vertellen dat Statius geboren werd in Toulouse. Hij werd in de dichtkunst ingewijd door zijn vader, die zelf ook dichtte. Toen hij zich later in Rome had gevestigd, nam hij met wisselend succes deel aan verschillende dichtwedstrijden: na successen in Napels en Alba leed hij rond 90 ook een vernederende nederlaag in het Capitolijnse toernooi te Rome. Zijn openbare voorlezingen kenden altijd veel succes. Statius bezat een landgoed in de buurt van Alba, en schijnt in behaaglijke omstandigheden geleefd te hebben. Hij was gehuwd, met een zekere Claudia, en onderhield vriendschappelijke relaties met verschillende voorname families. Hij werd ook begunstigd door keizer Domitianus. Omstreeks 94 kreeg hij last met de gezondheid en keerde terug naar zijn geliefde Napels waar hij vermoedelijk ook overleed.

## Werken
- de Thebaïs, een romantisch epos in 12 boeken, verhaalt de geschiedenis van de broedertwist tussen Oedipus’ zonen Eteocles en Polynices. Statius heeft twaalf jaar aan het gedicht gewerkt. Zijn voorbeeld was het werk van de Alexandrijnse dichter Antimachus van Colophon. Volgens sommige literatuurstudies lijdt het epos onder de kwalen van zijn tijd, en laat Statius zich te vaak op sleeptouw nemen door effectzoekerij. De compositie wordt als onevenwichtig beschouwd, omdat het geheel gestoffeerd is met langdradige uitweidingen en eindeloze redevoeringen. Recentere studies pleiten echter voor een herwaardering van het epos. Zij wijzen erop dat de passages die er op het eerste gezicht lang en overbodig uitzien beschikken over een belangrijke, thematische waarde die soms een diepgaandere lezing vergt.
- De retorische euvels van de Thebais treden minder naar voren in zijn onvoltooide epos Achilleïs. Het werk was opgezet als een beschrijving van het hele leven van de Griekse held Achilles, maar slechts twee boeken zijn voltooid. Wellicht heeft de dood van de dichter de afwerking verhinderd, zodat het verhaal tot de jeugdjaren van Achilles beperkt blijft.
- Het meeste succes had hij met zijn Silvae (Bossen), een bundel gelegenheidsgedichten, feest- en troostliederen, beschrijvingen van kunstwerken enz., waarvan de titel de spontane wildgroei der verzen en de rijke schakering der onderwerpen suggereert. Het is tevens een herinnering aan de verscheidenheid van Catullus’ werk. De verwachte spontaneïteit is echter ver te zoeken: de meeste gedichten dragen de stempel van de retoriek en zijn "op bestelling" gemaakt. Wat niet belet dat zij zich gunstig onderscheidden van veel andere verzenmakerij van Statius’ tijdgenoten.
- Andere werken: van een historisch gedicht over de oorlogen van keizer Domitianus zijn slechts vier hexameters bewaard, en Juvenalis maakt nog melding van het libretto voor een mimespel Agave.

## Waardering
In de Oudheid en de Middeleeuwen werd vooral de Thebaïs hoog gewaardeerd. Onder meer Giovanni Boccaccio en Geoffrey Chaucer geven blijk van vertrouwdheid met dit werk, en Dante stelt Statius in zijn Divina Commedia voor als een christen, een duidelijk bewijs van de waardering die hij in de 13e eeuw genoot (zijn bekering is waarschijnlijk een fictie). De Silvae echter raakten in de vergetelheid, en werden in 1417 teruggevonden door de humanist Poggio Bracciolini. Vanaf dat moment beïnvloedden zij aanzienlijk de westerse literatuur: onder meer Angelo Poliziano, Daniël Heinsius, Herder, Goethe en Hölderlin.